# Cykling vid olympiska sommarspelen 1980
Cykling under olympiska sommarspelen 1980 i Moskva innehöll två discipliner: landsvägscykling och bancykling. Endast herrar tävlade, och fyra år senare tävlade damerna för första gången. Bancyklingen hölls i Velodrome of the Trade Unions Olympic Sports Centre och landsvägscyklingen i på motorvägen mellan Moskva och Minsk. 

## Resultat
6 olika grenar arrangerades och avgjordes i landsvägscykling och bancykling.

### Medaljtabell
| Pl.    | Nation          | Guld | Silver | Brons | Totalt |
| ------ | --------------- | ---- | ------ | ----- | ------ |
| 1      | Sovjetunionen   | 3    | 1      | 2     | 6      |
| 2      | Östtyskland     | 2    | 2      | 0     | 4      |
| 3      | Schweiz         | 1    | 0      | 0     | 1      |
| 4      | Frankrike       | 0    | 2      | 0     | 2      |
| 5      | Polen           | 0    | 1      | 0     | 1      |
| 6      | Tjeckoslovakien | 0    | 0      | 2     | 2      |
| 7      | Danmark         | 0    | 0      | 1     | 1      |
| 7      | Jamaica         | 0    | 0      | 1     | 1      |
| Totalt | Totalt          | 6    | 6      | 6     | 18     |

## Medaljörer

### Landsvägscykling
| Event                              | Guld                                                                    | Silver                                                                | Brons                                                                      |
| Herrarnas linjelopp Detaljer...    | Sergei Sukhoruchenkov (URS)                                             | Czesław Lang (POL)                                                    | Yuri Barinov (URS)                                                         |
| Herrarnas lagtempolopp Detaljer... | Sovjetunionen Yury Kashirin Oleg Logvin Sergei Shelpakov Anatoly Yarkin | Östtyskland Falk Boden Bernd Drogan Olaf Ludwig Hans-Joachim Hartnick | Tjeckoslovakien Michal Klasa Vlastibor Konečný Alipi Kostadinov Jiří Škoda |

### Bancykling
| Event                                | Guld                                                                          | Silver                                                                    | Brons                                                            |
| Herrarnas förföljelse Detaljer...    | Robert Dill-Bundi (SUI)                                                       | Alain Bondue (FRA)                                                        | Hans-Henrik Ørsted (DEN)                                         |
| Herrarnas lagförföljelse Detaljer... | Sovjetunionen Viktor Manakov Valerij Movtjan Vladimir Osokin Vitalij Petrakov | Östtyskland Gerald Mortag Uwe Unterwalder Matthias Wiegand Volker Winkler | Tjeckoslovakien Teodor Černý Martin Penc Jiří Pokorný lgor Sláma |
| Herrarnas sprint Detaljer...         | Lutz Heßlich (GDR)                                                            | Yave Cahard (FRA)                                                         | Sergei Kopylov (URS)                                             |
| Herrarnas tempolopp Detaljer...      | Lothar Thoms (GDR)                                                            | Aleksandr Panfilov (URS)                                                  | David Weller (JAM)                                               |